# تولید فیلم‌های انتقام‌جویان: روز نابودی و انتقام‌جویان: جنگ‌های پنهان
انتقام‌جویان: روز نابودی (به انگلیسی: Avengers: Doomsday) و انتقام‌جویان: جنگ‌های پنهان (به انگلیسی: Avengers: Secret Wars) دو فیلم ابرقهرمانی آمریکایی بر پایهٔ گروه «انتقام‌جویان» که از مارول کامیکس ساخته شده‌اند. تهیه‌کنندگی این دو پروژه بر عهدهٔ مارول استودیوز و AGBO است که توسط والت دیزنی استودیوز موشن پیکچرز توزیع خواهند شد. این آثار به ترتیب، پنجمین و ششمین فیلم از مجموعهٔ «انتقام‌جویان» پس از انتقام‌جویان: پایان بازی (۲۰۱۹) به‌شمار می‌روند و سی‌ونهمین و چهل‌ودومین فیلم در چارچوب دنیای سینمایی مارول (MCU) خواهند بود.
کارگردانی هر دو فیلم را آنتونی و جو روسو بر عهده دارند و فیلم‌نامه‌ها به قلم مایکل والدرون و استیون مک‌فیلی نگاشته شده است. گروهی گسترده از بازیگران نام‌آشنای دنیای سینمایی مارول در این پروژه‌ها حضور دارند که از میان آن‌ها می‌توان به ونسا کربی، آنتونی مکی، ابن ماس-بچراک، جوزف کوئین، پدرو پاسکال و رابرت داونی جونیور اشاره کرد. در فیلم انتقام‌جویان: روز نابودی، انتقام‌جویان به همراه واکاندایی‌ها، چهار شگفت‌انگیز، انتقام‌جویان جدید و گروه مردان ایکس برای مقابله با دکتر دووم  (با بازی داونی) متحد می‌شوند.
این دو فیلم نخستین‌بار در ژوئیهٔ ۲۰۲۲ با عناوین اولیهٔ دودمان کنگ (The Kang Dynasty) و جنگ‌های پنهان معرفی شدند. آن‌ها به‌عنوان نقطهٔ پایانی فاز ششم دنیای سینمایی مارول و نیز پایان‌بخش «حماسهٔ چندجهانی» (The Multiverse Saga) اعلام شدند. در ابتدا، دستین دنیل کرتون برای کارگردانی دودمان کنگ انتخاب شد و قرار بود جاناتان میجرز نقش شخصیت شرور «کنگ فاتح» را در این فیلم ایفا کند. جف لاونس در سپتامبر همان سال نگارش فیلمنامهٔ دودمان کنگ را آغاز کرد و یک ماه بعد، مایکل والدرون نیز برای نوشتن فیلم‌نامهٔ جنگ‌های پنهان استخدام شد.
در نوامبر ۲۰۲۳، کرتون از پروژه کناره‌گیری کرد و والدرون جایگزین لاونس شد. در همین زمان، مارول با توجه به مسائل حقوقی مرتبط با میجرز، تصمیم گرفت از تمرکز اصلی بر شخصیت کنگ فاصله بگیرد؛ میجرز سرانجام در دسامبر همان سال از پروژه کنار گذاشته شد. در ژوئیهٔ ۲۰۲۴ بازگشت برادران روسو به‌عنوان کارگردان و استیون مک‌فیلی به‌عنوان نویسنده تأیید شد، در حالی که داونی برای ایفای نقش دکتر دووم انتخاب گردید و عنوان فرعی روز نابودی برای فیلم نخست اعلام شد.
فرایند تولید این دو فیلم در استودیوهای پاین‌وود بریتانیا انجام می‌شود. فیلم‌برداری انتقام‌جویان: روز نابودی از آوریل ۲۰۲۵ آغاز خواهد شد و به‌مدت حدود شش ماه ادامه می‌یابد. فیلم‌برداری انتقام‌جویان: جنگ‌های پنهان نیز برای اواسط سال ۲۰۲۶ برنامه‌ریزی شده است. جفری فورد تدوین‌گر هر دو فیلم خواهد بود و آلن سیلوستری نیز موسیقی متن آن‌ها را می‌سازد؛ هر دو پیش‌تر نیز در تولیدات گذشتهٔ دنیای سینمایی مارول مشارکت داشته‌اند.
اکران انتقام‌جویان: روز نابودی برای ۱۸ دسامبر ۲۰۲۶ و اکران انتقام‌جویان: جنگ‌های پنهان برای ۱۷ دسامبر ۲۰۲۷ برنامه‌ریزی شده‌ است. این دو فیلم پایانی بر فاز ششم جهان سینمایی مارول خواهند بود.

## توسعه

### پیش‌زمینه
جو روسو، که همراه با برادرش آنتونی روسو کارگردانی مشترک فیلم‌های انتقام‌جویان: جنگ ابدیت (Avengers: Infinity War) (۲۰۱۸) و انتقام‌جویان: پایان بازی (Avengers: Endgame) (۲۰۱۹) را بر عهده داشت، در آوریل ۲۰۱۸ و هم‌زمان با بحث‌ها پیرامون خرید فاکس قرن ۲۱ توسط دیزنی که به بازگشت حقوق سینمایی شخصیت‌هایی چون ددپول، مردان ایکس و چهار شگفت‌انگیز به مارول استودیوز انجامید اعلام کرد که معرفی این شخصیت‌ها به دنیای سینمایی مارول (MCU) از طریق فیلمی با محوریت جنگ‌های پنهان (Secret Wars) که واقعیت‌ها و شخصیت‌های گوناگون را گرد هم می‌آورد، می‌تواند جذاب باشد.
جنگ‌های پنهان نام دو خط داستانی کراس‌اوور در کتاب‌های کامیک مارول است: یکی در سال‌های ۱۹۸۴ تا ۱۹۸۵ به نویسندگی جیم شوتر (`خط داستانی کراس‌اوور در کتاب‌های مصور مارول جنگ‌های پنهان در سال‌های ۱۹۸۴ تا ۱۹۸۵`) و دیگری در سال‌های ۲۰۱۵ تا ۲۰۱۶ به قلم جاناتان هیکمن (`کتاب‌های مصور مارول جنگ‌های پنهان در سال‌های ۲۰۱۵ تا ۲۰۱۶`). هر دو روایت، داستان گردهمایی قهرمانان و ضدقهرمانان مختلف مارول را بر سیاره‌ای به نام بتل‌ورلد دنبال می‌کنند.
ماه بعد، باب آیگر، مدیرعامل وقت شرکت والت دیزنی، اعلام کرد که مارول استودیوز پس از پایان بازی تمرکز خود را بر معرفی شخصیت‌ها و فرنچایزهای نوین خواهد گذاشت، با این حال احتمال ساخت فیلمی دیگر از مجموعهٔ انتقام‌جویان را رد نکرد. در آوریل ۲۰۱۹، کریستوفر مارکوس و استیون مک‌فیلی، نویسندگان جنگ ابدیت و پایان بازی، اظهار داشتند اگر برادران روسو کارگردانی فیلم جنگ‌های پنهان را بپذیرند، آن‌ها نیز آماده‌اند برای نگارش فیلمنامه بازگردند. جو روسو در ژوئیهٔ ۲۰۲۰ نیز بار دیگر به این پروژه ابراز علاقه کرد و گفت: «اجرای اثری در مقیاس جنگ ابدیت مستقیماً با رؤیای ساخت جنگ‌های پنهان پیوند داشت که حتی از لحاظ وسعت، بزرگ‌تر نیز هست.»
در ژانویهٔ ۲۰۲۱، کوین فایگی، رئیس مارول استودیوز، تأکید کرد که فیلم دیگری از سری انتقام‌جویان در نهایت ساخته خواهد شد. در اوت همان سال، جیم شوتر فاش کرد که مدیران مارول تلاش کرده‌اند تا حقوق خط داستانی جنگ‌های پنهان او را در اختیار گیرند، که از نگاه او نشانه‌ای از برنامه‌ریزی برای اقتباس سینمایی این داستان است، گرچه مارول به‌طور رسمی آن را تأیید نکرد.
در مه ۲۰۲۲، آدام بی. وری در گزارشی در نشریهٔ ورایتی دربارهٔ مسیر آیندهٔ دنیای سینمایی مارول نوشت که گرچه سرنوشت این جهان پس از پایان بازی مشخص نیست، پروژه‌های متعدد فاز چهار به مفهوم چندجهانی (multiverse) پرداخته‌اند و برخی از شخصیت‌های شرور بالقوه از جمله «کنگ فاتح» (Kang the Conqueror) معرفی شده‌اند.
جاناتان میجرز در سپتامبر ۲۰۲۰ برای ایفای نقش کنگ در فیلم مرد مورچه‌ای و زنبورک: شیدایی کوانتومی (Ant-Man and the Wasp: Quantumania) (۲۰۲۳) انتخاب شد. او نخستین‌بار در فصل اول سریال لوکی (Loki) (۲۰۲۱) به‌عنوان «او که باقی می‌ماند» (He Who Remains)، گونه‌ای (variant) از کنگ از یکی از دنیاهای موازی، معرفی شد؛ شخصیتی که مفهوم چندجهانی را به‌طور رسمی وارد دنیای سینمایی مارول کرد.
مایکل والدرون، خالق سریال لوکی، از کنگ به‌عنوان «دشمنی چندجهانی، مسافر در زمان و شرور بزرگ بعدی دنیای سینمایی مارول که در چندین فیلم حضور خواهد داشت» یاد کرد. جف لاونس، نویسنده شیدایی کوانتومی، نیز او را «شروری طراز اول برای انتقام‌جویان» توصیف کرد.
افزون بر این، فیلم دکتر استرنج در چندجهانی دیوانگی (Doctor Strange in the Multiverse of Madness) (۲۰۲۲) به نویسندگی والدرون، مفهوم «تهاجم‌ها» (incursions) را مطرح کرد؛ ایده‌ای کلیدی برگرفته از کامیک جنگ‌های پنهان سال ۲۰۱۵ که در آن یک جهان با برخورد به جهان دیگر، آن را در چندجهانی نابود می‌کند. والدرون این روند را با معرفی تانوس به دنیای سینمایی مارول مقایسه کرد؛ شخصیتی که مدت‌ها پیش از تبدیل‌شدن به شرور اصلی «حماسهٔ ابدیت» (The Infinity Saga) ــ شامل فازهای یک تا سه ــ در فیلم‌ها ظاهر شده بود.

### معرفی با عنوان دودمان کنگ وجنگ‌های پنهان

لوگوی انتقام‌جویان: دودمان کنگ (Avengers: The Kang Dynasty)

در ژوئیه ۲۰۲۲، برادران روسو بار دیگر تأکید کردند که از طرفداران کتاب‌های کامیک جنگ‌های پنهان (Secret Wars) هستند، اما بیان کردند که برنامه‌ای برای کارگردانی نسخه‌ای سینمایی از آن در دستور کارشان نیست. آنان با اشاره به دشواری ساخت جنگ ابدیت (Infinity War) و پایان بازی (Endgame)، گفتند که باید پیامدهای چنین پروژه‌ای را در نظر گرفت زیرا این کار «تعهدی عظیم» خواهد بود.
در همان ماه و در جریان کامیک-کان سن دیگو (SDCC)، کوین فایگی از دو فیلم آینده انتقام‌جویان: دودمان کنگ (Avengers: The Kang Dynasty) و انتقام‌جویان: جنگ‌های پنهان رونمایی کرد که به ترتیب برای ۲ مه ۲۰۲۵ و ۷ نوامبر ۲۰۲۵ برنامه‌ریزی شده بودند. این دو فیلم قرار بود فاز ششم دنیای سینمایی مارول را به پایان برسانند و به‌عنوان جمع‌بندی «حماسه چندجهانی» (The Multiverse Saga) عمل کنند که فازهای چهار، پنج و شش را در بر می‌گیرد.
دودمان کنگ (The Kang Dynasty) از خط داستانی کامیکی به همین نام (دودمان کنگ) اقتباس شده بود که در سال‌های ۲۰۰۱–۲۰۰۲ به قلم کرت بیوسیک منتشر شد و روایت‌گر تلاش‌های کنگ فاتح برای سفر در زمان و به بردگی کشیدن بشریت است. فایگی این دو فیلم را با جنگ ابدیت (Infinity War) و پایان بازی (Endgame) که «حماسه ابدیت» (Infinity Saga) را به پایان رساندند، مقایسه کرد و گفت که بسیاری از پروژه‌های فاز چهار زمینه‌ساز داستان گسترده‌تر دودمان کنگ (The Kang Dynasty) و «حماسه چندجهانی» (The Multiverse Saga) بوده‌اند؛ روندی که در فازهای پنج و شش نیز ادامه خواهد یافت. او همچنین اظهار داشت که ایفای نقش گونه‌های متعدد کنگ توسط جاناتان میجرز، این شخصیت را به شروری متفاوت از تانوس تبدیل کرده است و افزود: «هیچ شانه‌ای را برای بردن بار حماسه چندجهانی مناسب‌تر از شانه‌های میجرز نمی‌دانم.»
بعدها گزارش شد که مارول استودیوز در ابتدا قصد نداشت شخصیت کنگ را محور حماسه بعدی خود قرار دهد، اما پس از مشاهدهٔ نقش‌آفرینی میجرز در فصل نخست لوکی (Loki) و همچنین تصاویر روزانه (dailies) از فیلم شیدایی کوانتومی (Quantumania)، در این تصمیم تجدیدنظر کرد. فایگی در ادامه تأیید کرد که برادران روسو برای کارگردانی این فیلم‌ها باز نخواهند گشت.
پس از اعلام برنامه‌های SDCC، مشخص شد که دستین دنیل کرتون وظیفهٔ کارگردانی دودمان کنگ را بر عهده گرفته است. او پیش‌تر فیلم شانگ-چی و افسانه ده حلقه (Shang-Chi and the Legend of the Ten Rings) (۲۰۲۱) را برای مارول ساخته بود و در دسامبر ۲۰۲۱ قراردادی کلی با مارول استودیوز امضا کرد که شامل کارگردانی دنباله‌ای برای آن فیلم و توسعهٔ سریال واندر من (Wonder Man) (۲۰۲۵) برای دیزنی+ می‌شد. برخلاف برادران روسو که هر دو فیلم را کارگردانی کرده بودند، کرتون تنها برای دودمان کنگ استخدام شد.
در سپتامبر ۲۰۲۲، جف لاونس به‌عنوان نویسندهٔ فیلم‌نامهٔ این اثر معرفی شد و دو هفته بعد کار خود را آغاز کرد. او از انتخاب خود شگفت‌زده شده بود زیرا تصور می‌کرد همکاری‌اش با شیدایی کوانتومی به پایان رسیده است. به گفتهٔ او، مارول استودیوز از برداشتش نسبت به شخصیت کنگ و زمینه‌سازی‌های انجام‌شده در آن فیلم رضایت داشته و از همین رو او را برای نوشتن فیلمنامهٔ دودمان کنگ برگزیده‌اند. بخشی از پیشینه و آیندهٔ کنگ که در نسخهٔ نهایی شیدایی کوانتومی گنجانده نشد، به باور لاونس در فیلم بعدی انتقام‌جویان مناسب‌تر برای نمایش خواهد بود.
در همان سپتامبر، مارول استودیوز جلساتی با نویسندگان احتمالی جنگ‌های پنهان برگزار کرد و مایکل والدرون به‌عنوان گزینهٔ اصلی مطرح شد. او در اکتبر ۲۰۲۲ برای نگارش فیلمنامه استخدام شد، زمانی که تاریخ اکران فیلم به ۱ مه ۲۰۲۶ به تعویق افتاده بود.
در نوامبر همان سال، سیمو لیو علاقه‌مندی خود را برای ایفای مجدد نقش شانگ‌چی و همکاری دوباره با کرتون ابراز کرد. همچنین تا آن زمان، میجرز با کرتون دربارهٔ دودمان کنگ صحبت کرده بود و در ژانویه ۲۰۲۳ حضور او در جنگ‌های پنهان نیز تأیید شد. لاونس اظهار داشت که می‌خواهد دودمان کنگ حسی از «کشمکش نسلی» داشته باشد که شخصیت‌های جدید معرفی‌شده در فاز چهار دنیای سینمایی مارول را در کانون نبردی بزرگ قرار دهد. در آن زمان، شانگ‌چی یکی از شخصیت‌های اصلی فیلم در نظر گرفته شده بود. در مارس همان سال، لاونس اعلام کرد که شخصیت‌های چهار شگفت‌انگیز و مردان ایکس در این فیلم حضور نخواهند داشت، زیرا معرفی آن‌ها در دنیای سینمایی مارول هنوز «بسیار دور» به نظر می‌رسد.

### اخراج جاناتان میجرز و تغییرات خلاقانه
پس از دستگیری میجرز در مارس ۲۰۲۳ و اتهامات بعدی مربوط به تعرض، مارول استودیوز تا ماه بعد هنوز دربارهٔ حذف این بازیگر از دنیای سینمایی مارول بحث نکرده بود. او همچنان برای بازی در هر دو فیلم قرارداد داشت و قرار بود ۲۰ میلیون دلار به همراه درصدی از سود فروش برای دودمان کنگ (The Kang Dynasty) دریافت کند. گزارش شده بود که دیزنی وضعیت را زیر نظر دارد. جوآنا رابینسون از وب‌سایت درینگر (The Ringer) اتهامات علیه میجرز را «مشکل بزرگی» برای مارول استودیوز توصیف کرد که آن‌ها را در موقعیت غیرمعمولی قرار داده بود، زیرا بی‌سابقه بود که استودیو تا این حد از فرنچایز را بر روی یک شخصیت و یک بازیگر بنا کند؛ او استدلال کرد که میجرز به بخش بسیار جدایی‌ناپذیرتری از «حماسه چندجهانی» (Multiverse Saga) تبدیل شده بود تا رابرت داونی جونیور یا جاش برولین برای «حماسه ابدیت» (Infinity Saga) به ترتیب در نقش‌های تونی استارک / مرد آهنی و تانوس. رابینسون گفت که گزارش‌های متناقضی دربارهٔ نحوهٔ برخورد استودیو با این موضوع وجود دارد. تا آن زمان، فیلم‌برداری دودمان کنگ (The Kang Dynasty) برای اوایل سال ۲۰۲۴ برنامه‌ریزی شده بود.
جف اسنایدر، روزنامه‌نگار، در ماه مه گزارش داد که لاونس دیگر در پروژهٔ فیلم دخالتی ندارد و پیش از آغاز اعتصاب انجمن نویسندگان آمریکا در سال ۲۰۲۳، در اوایل همان ماه، از پروژه خارج شده است. در ژوئن، تاریخ اکران دودمان کنگ (The Kang Dynasty) و جنگ‌های پنهان (Secret Wars) به ترتیب به ۱ مه ۲۰۲۶ و ۷ مه ۲۰۲۷ به تعویق افتاد، که بخشی از آن به دلیل آماده نبودن فیلمنامه‌ها پیش از اعتصاب بود.
تاتیانا سیگل در ورایتی (Variety) در نوامبر ۲۰۲۳ گزارش داد که مدیران مارول استودیوز دربارهٔ احتمال بازگرداندن بازیگران اصلی انتقام‌جویان، از جمله داونی در نقش مرد آهنی و اسکارلت جوهانسون در نقش ناتاشا رومانوف / بیوه سیاه پس از مرگ آن شخصیت‌ها در پایان بازی (Endgame)، بحث کرده‌اند. فایگی بعداً این موضوع را که دربارهٔ این مسئله بحث کرده باشند، رد کرد. سیگل همچنین گزارش داد که مدیران مارول استودیوز به دلیل مسائل قانونی میجرز، شروع به بحث دربارهٔ برنامه‌های جایگزین برای «حماسه چندجهانی» (Multiverse Saga) کرده‌اند، از جمله تغییر تمرکز به یک شخصیت شرور دیگر از کتاب‌های کامیک مانند دکتر دووم؛ پیش از این نیز انتظار می‌رفت که این شخصیت، اگر نه شخصیت شرور اصلی، دست‌کم یکی از دشمنان اصلی در جنگ‌های پنهان (Secret Wars) باشد. استودیو پس از عملکرد ناامیدکننده شیدایی کوانتومی (Quantumania) در گیشه، شروع به بررسی تغییراتی از جمله به حداقل رساندن نقش کنگ کرد. سیگل احساس می‌کرد که با توجه به سابقهٔ مارول استودیوز در تغییر بازیگران نقش‌های اصلی در دنیای سینمایی مارول به دلیل مسائل خارج از پرده، تغییر بازیگر میجرز یک گزینه است، و او گزارش داد که قسمت پایانی فصل دوم لوکی (Loki) (۲۰۲۳) نقش آیندهٔ کنگ و گونه‌هایش را به‌گونه‌ای زمینه‌چینی می‌کند که تغییر آن برای مارول دشوار خواهد بود. با این حال، هنگامی که این قسمت اندکی بعد منتشر شد، چندین مفسر اظهار داشتند که در واقع نقش آیندهٔ کنگ را کم‌اهمیت جلوه داده و چندین راه‌حل ممکن برای مارول ارائه کرده است، از جمله اینکه گونه‌های کنگ توسط سازمان مغایرت‌های زمانی (TVA) پنهان‌ال لوکی (Loki) در خارج از پرده کنترل شوند و به‌طور احتمالی با گونه‌های لوکی جایگزین شوند.
همچنین در نوامبر ۲۰۲۳، رابینسون گزارش داد که لاونس از دودمان کنگ جدا شده زیرا او ارتباط نزدیکی با خط داستانی کنگ داشته و مارول در حال «فاصله گرفتن» از آن بوده است. آرون کوچ و بوریس کیت در هالیوود ریپورتر (The Hollywood Reporter) نوشتند که لاونس پیش از جدایی، یک پیش‌نویس از فیلمنامه را تکمیل کرده بود. زوج کارگردان جاستین بنسون و آرون مورهد پس از کارگردانی قسمت‌هایی از پروژه‌های دنیای سینمایی مارول یعنی شوالیه ماه (Moon Knight) (۲۰۲۲) و فصل دوم لوکی (Loki) (۲۰۲۳)، به کارگردانی جنگ‌های پنهان ابراز علاقه کردند.
در اواسط ماه، کرتون از کارگردانی دودمان کنگ کناره‌گیری کرد تا بر روی دیگر پروژه‌های دنیای سینمایی مارول تمرکز کند. گفته شد که جدایی او دوستانه بوده زیرا او همچنان بر روی پروژه‌های دیگری با استودیو کار می‌کرد، و این جدایی تا حدی به تأخیر در برنامه‌ریزی‌ها نسبت داده شد. اسنایدر گزارش داد که مارول اکنون به دنبال یک نویسنده و یک کارگردان است که بتوانند هر دو فیلم را به‌عنوان یک پایان دو قسمتی برای «حماسه چندجهانی» (Multiverse Saga) توسعه دهند. او پیشنهاد کرد که مارول عنوان دودمان کنگ (Kang Dynasty) را کنار بگذارد و به‌جای آن، فیلم‌ها را به‌عنوان یک اقتباس دو قسمتی از جنگ‌های پنهان (Secret Wars) تغییر نام دهد و معتقد بود که این یک راه مناسب برای ایجاد هیجان برای فیلم‌ها و در عین حال جلوگیری از پرسش‌های بیشتر دربارهٔ دخالت میجرز است.
والدرون در پایان ماه برای بازنویسی فیلمنامهٔ دودمان کنگ استخدام شد. در دسامبر، میجرز پس از مجرم شناخته‌شدن در اتهام آزار و اذیت و تعرض بی‌ملاحظهٔ درجه سه، توسط دیزنی و مارول استودیوز اخراج شد. مشخص نبود که آیا مارول نقش کنگ را به بازیگر دیگری خواهد داد یا برنامه‌های خود را بر روی یک شخصیت شرور جدید متمرکز خواهد کرد، اما استودیو در داخل شروع به ارجاع به دودمان کنگ با عنوان انتقام‌جویان ۵ (Avengers 5) کرده بود.
اسنایدر به‌زودی گزارش داد که، همانند پیشنهاد قبلی او، مارول استودیوز اکنون در حال توسعهٔ جنگ‌های پنهان به‌عنوان یک «فیلم عظیم پنج‌ساعته» است که به دو بخش با یک سال فاصله بین اکران آن‌ها تقسیم می‌شود، و آن‌ها به دنبال کارگردانی هستند که پیش‌تر فیلمی برای مارول نساخته باشد. فیلم‌برداری به دلیل اخراج میجرز تا اواخر سال ۲۰۲۴ به تعویق افتاد. در فوریه ۲۰۲۴، کوچ و کیت گفتند که مارول در حال «پاک‌سازی آشفتگی خلاقانه‌ای» است که در اثر اخراج میجرز و عملکرد شیدایی کوانتومی (Quantumania) ایجاد شده بود، و هر دو فیلم انتقام‌جویان ۵ و جنگ‌های پنهان در حال بازنویسی هستند تا نقش کنگ به حداقل برسد یا به‌طور کامل حذف شود. آن‌ها تأیید کردند که عنوان انتقام‌جویان ۵ دیگر به کنگ اشاره نخواهد داشت.

### کار جدید با عناوین روز نابودی وجنگ‌های پنهان
در تریلری از فیلم ددپول و ولورین (Deadpool & Wolverine) که در فوریه ۲۰۲۴ منتشر شد، شمارهٔ ۵ از کتاب کامیک جنگ‌های پنهان (Secret Wars) محصول سال ۲۰۱۵ قابل مشاهده بود؛ نکته‌ای که توجه شماری از مفسران را جلب کرد. در این فیلم رایان رینولدز در نقش وید ویلسون / ددپول، هیو جکمن در نقش لوگان / ولورین، و چندین بازیگر دیگر در نقش‌های خود از مجموعه فیلم‌های مردان ایکس (X-Men) متعلق به شرکت فاکس قرن بیستم یا دیگر آثار پیشین مارول حضور دارند. داستان فیلم با محوریت جهان‌های چندگانه طراحی شده و به‌نوعی ادای احترام به آثار مارول تحت مالکیت فاکس به شمار می‌آید.
شان لوی، کارگردان فیلم، در اواسط مارس و هم‌زمان با اتمام کار بر ددپول و ولورین، به‌طور محرمانه برای کارگردانی فیلم انتقام‌جویان ۵ از سوی مارول استودیوز دعوت شد. با این حال، او به دلیل نگرانی از تداخل زمانی با نقش‌هایش در فصل پنجم سریال چیزهای عجیب (Stranger Things) به عنوان کارگردان و تهیه‌کننده اجرایی، این پیشنهاد را نپذیرفت. در آوریل، گزارش شد که تولید انتقام‌جویان ۵ (Avengers 5) به تعویق افتاده و فیلم‌برداری آن به اوایل سال ۲۰۲۵ موکول شده است. ماه بعد، مایکل والدرون نسخه‌ای تازه از فیلمنامه را به استودیو تحویل داد که برای بررسی در اختیار لوی قرار گرفت. او بار دیگر به‌عنوان گزینه‌ای جدی برای کارگردانی در نظر گرفته شد و مذاکرات ابتدایی میان او و استودیو تا اوایل ژوئن آغاز شد. با این‌که کارگردانان دیگری نیز در فهرست مارول قرار داشتند، لوی به‌دلیل اشتغال هم‌زمان با سریال چیزهای عجیب (Stranger Things) و همچنین پروژهٔ فیلم جنگ ستارگان: استارفایتر (Star Wars: Starfighter) همچنان به‌طور قطعی به این فیلم متعهد نشده بود.
تا مه ۲۰۲۴، مارول استودیوز با رابرت داونی جونیور تماس گرفته بود تا برای ایفای نقش شخصیت جدیدی به نام ویکتور وان دووم / دکتر دووم به دنیای سینمایی مارول بازگردد. داونی پیش از آن‌که در نقش مرد آهنی انتخاب شود، برای بازی در نقش دکتر دووم در فیلم چهار شگفت‌انگیز (Fantastic Four) محصول ۲۰۰۵ فاکس تست داده بود. کوین فایگی تمایل داشت او را به این فرنچایز بازگرداند و حدود یک سال پیش نیز در این باره با او گفت‌وگو کرده بود. استودیو پیشنهادهای متعددی به داونی ارائه کرد، اما او بازگشت خود را مشروط به بازگشت برادران روسو به‌عنوان کارگردان اعلام کرد. فایگی و داونی چندین بار این موضوع را با آنتونی و جو روسو مطرح کردند، اما آن‌ها ابراز کردند که قصد بازگشت ندارند و از نظر خلاقانه، کارشان در دنیای سینمایی مارول را به پایان رسانده‌اند. جو روسو همچنین اشاره کرد که روند تولید و تبلیغ چندین فیلم پیاپی مارول برای آنان بسیار فشرده و از نظر جسمی طاقت‌فرسا بوده است.
با این حال، هنگامی که استیون مک‌فیلی ایده‌ای برای فیلم‌های آینده مطرح کرد که توجه روسوها را جلب نمود، این دو تا میانهٔ ژوئیه وارد گفت‌وگوهای اولیه برای کارگردانی هر دو فیلم انتقام‌جویان ۵ و جنگ‌های پنهان شدند. در همان زمان مشخص شد که شان لوی تمایلی به بازگشت سریع به دنیای مارول پس از ددپول و ولورین (Deadpool & Wolverine) ندارد. در این میان، متیو بلونی از نشریهٔ پاک (Puck) گزارش داد که آژانس هنرمندان خلاق، گرگ برلانتی و نوآ هاولی را به‌عنوان گزینه‌های پیشنهادی برای کارگردانی به مارول معرفی کرده، اما فایگی این پیشنهادها را رد کرده بود. تا اواخر ژوئیه، داونی قراردادی برای ایفای نقش دکتر دووم امضا کرد. بر پایهٔ گزارش جف اسنایدر، او پیش از حضور در فیلم‌های آتی انتقام‌جویان (Avengers)، در فیلم دنیای سینمایی مارول یعنی چهار شگفت‌انگیز: گام‌های نخست (The Fantastic Four: First Steps) که برای سال ۲۰۲۵ برنامه‌ریزی شده، معرفی خواهد شد.
در کامیک-کان سن دیگو در پایان ژوئیه ۲۰۲۴ تأیید شد که برادران روسو کارگردانی هر دو فیلم بعدی انتقام‌جویان را بر عهده خواهند داشت. آن‌ها اعلام کردند که انتقام‌جویان ۵ اکنون با عنوان «انتقام‌جویان: روز نابودی» (Avengers: Doomsday) شناخته می‌شود و هر دو فیلم با حضور رابرت داونی جونیور در نقش دکتر دووم همراه خواهند بود؛ شخصیتی که به باور آنان برای اجرای درست داستان جنگ‌های پنهان (Secret Wars) ضروری است. روسوها تهیه‌کنندگی فیلم‌های روز نابودی و جنگ‌های پنهان را از طریق شرکت تولیدی خود، AGBO، بر عهده گرفتند. در این میان، استیون مک‌فیلی جایگزین مایکل والدرون به‌عنوان نویسنده هر دو فیلم شد و قرار بود فیلم‌برداری از اوایل سال ۲۰۲۵ در لندن آغاز شود. کریستوفر مارکوس برخلاف همکاری‌های گذشته، برای نگارش این آثار بازنگشت و تصمیم گرفت تمرکز خود را بر مدیریت پروژه‌ها در AGBO بگذارد.
بازگشت مارول استودیوز، داونی و برادران روسو از سوی تحلیل‌گران صنعت سینما به‌عنوان بازگشتی به فرمول موفق گذشته و «ترکیبی عالی از زمان‌بندی مناسب و هم‌سویی اهداف» توصیف شد. طبق گزارش‌ها، روسوها برای هر فیلم ۴۰ میلیون دلار و داونی ۵۰ میلیون دلار دستمزد دریافت می‌کردند و با توجه به عملکرد احتمالی فیلم‌ها در گیشه، پاداش‌های بیشتری نیز برای آنان در نظر گرفته شده بود. برآورد می‌شد که دستمزد نهایی داونی دو برابر نیز شود. افزون بر این، قرارداد او شامل مزایای ویژه‌ای چون سفر با جت شخصی، امنیت اختصاصی و چندین کاروان در محل فیلم‌برداری بود.
جاناتان میجرز در واکنش به اعلام‌های کامیک‌کان سن‌دیگو ابراز کرد که از تصمیم مارول برای ادامهٔ مجموعه بدون او «دل‌شکسته» است، اما در ادامه اظهار داشت که در صورت تمایل استودیو به پرداختن بیشتر به شخصیت کنگ در آینده، آمادهٔ بازگشت به دنیای سینمایی مارول خواهد بود. در مه ۲۰۲۵، دیزنی اکران «انتقام‌جویان: روز نابودی» را به ۱۸ دسامبر ۲۰۲۶، و اکران «انتقام‌جویان: جنگ‌های پنهان» را به ۱۷ دسامبر ۲۰۲۷ به تعویق انداخت تا زمان بیشتری برای تکمیل مراحل تولید فراهم شود.

## نویسندگی
کتاب دنیای سینمایی مارول: سلطنت مارول استودیوز (MCU: The Reign of Marvel Studios) نوشتهٔ رابینسون، دیو گونزالس و گوین ادواردز، نقل‌قولی از فایگی را در بر دارد که رابینسون آن را به‌منزلهٔ نشانه‌ای از تبدیل جنگ‌های پنهان (Secret Wars) به یک «ریبوت نرم» (soft reboot) برای دنیای سینمایی مارول تفسیر می‌کند؛ ریبوتی که به مارول استودیوز امکان می‌دهد آنچه را که کارآمد بوده حفظ کند، عناصر ناکارآمد را کنار بگذارد، و شخصیت‌هایی را که به‌گمان مخاطبان «برای همیشه رفته بودند» بازگرداند.
فایگی در نوامبر ۲۰۲۴ اعلام کرد که شخصیت‌های مجموعه‌فیلم‌های مردان ایکس (X-Men) تا پیش از جنگ‌های پنهان در دنیای سینمایی مارول حضور خواهند یافت؛ دوره‌ای که او از آن به‌عنوان «عصر جدیدی از جهش‌یافته‌ها و مردان ایکس» یاد کرد. وال استریت ژورنال (The Wall Street Journal) گزارش داد که فیلم‌های روز نابودی و جنگ‌های پنهان نسخهٔ تازه‌ای از مردان ایکس را وارد این دنیا خواهند کرد و فایگی برنامه‌ای ده‌ساله برای توسعهٔ این شخصیت‌ها در نظر دارد.
در مارس ۲۰۲۵، برادران روسو ضمن تأیید نگرانی‌ها دربارهٔ وسعت روزافزون این جهان داستانی، اذعان کردند که خود نیز در پیگیری شمار زیاد پروژه‌هایی که از زمان پایان بازی (Endgame) تولید شده‌اند دچار دشواری بوده‌اند. آن‌ها خواهان بازگرداندن تمرکز این فرنچایز به یک روایت مرکزی بودند، چیزی که در جریان «حماسه ابدیت» (Infinity Saga) برایشان حیاتی بود. هرچند روز نابودی و جنگ‌های پنهان پایان رسمی «حماسه چندجهانی» (Multiverse Saga) به‌شمار می‌روند، روسوها این دو اثر را نه نقطهٔ پایان، بلکه آغازی نو برای دنیای سینمایی مارول تلقی می‌کردند. آنان همچنین عنوان کردند که رویداد کامیک جنگ‌های پنهان (Secret Wars) در سال‌های ۱۹۸۴ تا ۱۹۸۵ که با آن بزرگ شده بودند، به همراه خطوط داستانی نسخهٔ سال‌های ۲۰۱۵ تا ۲۰۱۶، نقش «منبع الهام آزاد» را برای این دو فیلم ایفا خواهد کرد.
پس از اعلام بازگشت چندین بازیگر از مجموعهٔ مردان ایکس محصول فاکس به فیلم روز نابودی، دوین مینان از وب‌سایت اسلش‌فیلم (/Film) اظهار داشت که این فیلم ممکن است عناصر داستانی رویداد کراس‌اوور کامیک سال ۲۰۱۲ یعنی «انتقام‌جویان علیه مردان ایکس» (Avengers vs. X-Men) نوشتهٔ برایان بندیس، مت فرکشن، جیسون آرون، اد بروبیکر و جاناتان هیکمن را اقتباس کند. او همچنین احتمال داد که مؤلفه‌هایی از مجموعهٔ محدود جنگ دووم (Doomwar) نوشتهٔ جاناتان می‌بری، که به حملهٔ دکتر دووم به واکاندا می‌پردازد و حضور مردان ایکس را نیز دربر دارد، در فیلم گنجانده شود.
در آوریل، فایگی تأیید کرد که تمرکز روز نابودی بر روی گروه‌هایی چون انتقام‌جویان، واکاندایی‌ها، چهار شگفت‌انگیز، تاندربولتز (که در فیلم تاندربولتز*  (*Thunderbolts) به‌عنوان نسخهٔ دولتی تأییدشدهٔ انتقام‌جویان معرفی شدند) و مردان ایکس «اصلی» خواهد بود که همگی برای مقابله با دکتر دووم متحد می‌شوند. وقایع روز نابودی چهارده ماه پس از فیلم تاندربولتز* رخ می‌دهد.
آنتونی مکی، بازیگر نقش سم ویلسون / کاپیتان آمریکا، دربارهٔ این فیلم گفت که پایانی «پایان نفس‌گیر» خواهد داشت و آن را گامی برای «فراتر رفتن از مرزها» به‌منظور زمینه‌چینی داستان آیندهٔ دنیای سینمایی مارول توصیف کرد. او همچنین افزود که «هیچ‌کس در امان نیست و امکان حذف هر شخصیتی وجود دارد».

## پیش‌تولید

### انتخاب بازیگران
در ژوئن ۲۰۲۴، ددلاین هالیوود (Deadline Hollywood) نخستین فیلم از این دو را اثری گروه‌محور توصیف کرد که برخلاف فیلم‌های پیشین «انتقام‌جویان» (Avengers)، تنها بر یک جمع محدود تمرکز ندارد. گمان می‌رفت که بیش از ۶۰ بازیگر، نقش‌های پیشین خود را از دنیای سینمایی مارول در این اثر تکرار کنند؛ از جمله چهره‌های شناخته‌شده از «حماسه ابدیت» (Infinity Saga) در کنار شخصیت‌هایی از «حماسه چندجهانی» (Multiverse Saga). هرچند کوین فایگی هشدار داد که همه شخصیت‌های تازه‌واردِ «چندجهانی» امکان حضور در این دو فیلم را نخواهند داشت. مشابه روش تولید «جنگ ابدیت» (Infinity War) و «پایان بازی» (Endgame)، از کارت‌های بیسبال مغناطیسی برای ردیابی بازیگران و نقش‌های در دسترس استفاده شد.
بندیکت کامبربچ در همان ماه اعلام کرد که بار دیگر در نقش دکتر استرنج در فیلم نخست ظاهر خواهد شد. یک ماه بعد، طبق گزارش جف اسنایدر، جرمی رنر نیز در قالب کلینت بارتون / شاهین‌چشم بازمی‌گردد. در کامیک-کان سن دیگو در پایان ژوئیه، حضور رابرت داونی جونیور در نقش ویکتور وان دووم / دکتر دووم در هر دو فیلم تأیید شد. داونی در این‌باره گفت که از بازی در نقش‌های چندلایه لذت می‌برد و به تغییر نقش خود چنین تعبیر کرد: «نقاب گرچه نو شد، این تکلیف همان شد» ("New mask, same task") در دنیای مارول کامیکس، روایت‌هایی وجود دارد که در آن‌ها تونی استارک و دووم جای خود را با یکدیگر عوض می‌کنند، و دووم حتی در مجموعهٔ مرد آهنی بدنام (Infamous Iron Man) (۲۰۱۶–۲۰۱۷) به قلم برایان بندیس و طراحی الکس مالیو، ردای مرد آهنی را بر تن می‌کند. انتخاب داونی باعث شد برخی گمان کنند که او ممکن است نسخه‌ای موازی از استارک را ایفا کند یا این‌که تغییر بازیگر در داستان نادیده گرفته خواهد شد.
در همین رویداد، اعلام شد بازیگران فیلم‌های «تاندربولتز*» (*Thunderbolts) و «چهار شگفت‌انگیز: گام‌های نخست» (The Fantastic Four: First Steps) نیز در این دو اثر تازهٔ انتقام‌جویان حضور خواهند داشت، از جمله پدرو پاسکال در نقش رید ریچاردز / آقای شگفت‌انگیز، ونسا کربی در نقش سو استورم / زن نامرئی، جوزف کوئین در نقش جانی استورم / مشعل انسانی، و ابن ماس-بچراک در نقش بن گریم / تینگ. همچنین تام هالند که انتظار می‌رفت بار دیگر پیتر پارکر / مرد عنکبوتی را در «انتقام‌جویان: روز نابودی» (Doomsday) ایفا کند، گفت که از قبل از اعلام رسمیِ حضور داونی در نقش دووم باخبر بوده است.
در دسامبر ۲۰۲۴ گزارش شد که کریس ایوانز، آنتونی مکی و هیلی اتول در فیلم «انتقام‌جویان: روز نابودی» حضور خواهند داشت. مکی و اتول به ترتیب نقش‌های خود در قالب سم ویلسون / کاپیتان آمریکا و پگی کارتر را ادامه می‌دهند. اما وضعیت ایوانز نامشخص بود؛ او پیش‌تر استیو راجرز / کاپیتان آمریکا را در «حماسه ابدیت» بازی کرده و همچنین نسخه‌ای از جانی استورم / مشعل انسانی را در فیلم «ددپول و ولورین» (Deadpool & Wolverine) که برگرفته از آثار فاکس در سال‌های گذشته بود، تکرار کرده بود. برخی گزارش‌ها احتمال دادند که ایوانز در قالب نسخه‌ای از شخصیت نومد بازگردد، عنوانی که پیش‌تر در کامیک‌ها به راجرز و دیگران نسبت داده شده است. مارول پیش‌تر در اندیشه ساخت فیلمی جداگانه با محوریت بازگشت ایوانز و اتول بود، اما در نهایت تصمیم گرفت که بازگشت آن‌ها در «انتقام‌جویان: روز نابودی» منطقی‌تر باشد. با این‌حال، ایوانز در واکنش به این خبر اعلام کرد که «با رضایت کامل از مارول بازنشسته شده است.»
در ژانویه ۲۰۲۵، اسنایدر خبر داد که مارول به‌دنبال انتخاب بازیگر جدیدی برای نقش تی‌چالا / پلنگ سیاه است که حضورش از همین فیلم آغاز خواهد شد. این شخصیت در گذشته توسط چادویک بوزمن تا زمان درگذشتش در اوت ۲۰۲۰ ایفا می‌شد. به گفته اسنایدر، نقش در اواخر ۲۰۲۴ به یکی از بازیگران پیشنهاد شده بود اما او آن را نپذیرفته و نقش ابرقهرمانی دیگری را ترجیح داده بود. بعدتر مشخص شد که این انتخاب برای پسر تی‌چالا، یعنی تی‌چالا دوم / توسان، بوده که قرار است پلنگ سیاه آینده شود. این شخصیت نخستین‌بار در فیلم «پلنگ سیاه: واکاندا تا ابد» (Black Panther: Wakanda Forever) (۲۰۲۲) در قالب یک کودک با بازی دیواین لاو کونادو-سان معرفی شده بود.
در همین ماه، کامبربچ ابتدا اعلام کرد که به‌دنبال بازنویسی داستان پس از اخراج جاناتان میجرز، دیگر در «انتقام‌جویان: روز نابودی» حضور نخواهد داشت، اما ساعاتی بعد این گفته را تکذیب و تأکید کرد که در هر دو فیلم بازی خواهد کرد و نقشی کلیدی در «انتقام‌جویان: جنگ‌های پنهان» (Secret Wars) خواهد داشت. مکی نیز حضور خود را در هر دو فیلم تأیید کرد.
با آغاز فیلم‌برداری در پایان مارس ۲۰۲۵، مارول به‌صورت رسمی ۲۶ بازیگر حاضر در «انتقام‌جویان: روز نابودی» را معرفی کرد. بازگشت بسیاری از چهره‌های آشنا از آثار پیشین تأیید شد: کریس همسورث (ثور)، ونسا کربی، مکی، سباستین استن (باکی بارنز / سرباز زمستان)، لتیشیا رایت (شوری / پلنگ سیاه)، پل راد (اسکات لنگ / مرد مورچه‌ای)، وایت راسل (جان واکر / مأمور آمریکا)، تنک هوئرتا مخیا (نیمور)، ماس-بچراک، سیمو لیو (شانگ-چی)، فلورنس پیو (یلنا بلووا)، لوئیس پولمن (باب رینولدز / سنتری)، دنی رامیرز (فالکون جدید)، جوزف کوئین، دیوید هاربر (الکسی شاستاکوف / نگهبان سرخ)، وینستون دوک (ام‌باکو)، هانا جان-کامن (گوست)، تام هیدلستون (لوکی)، چنینگ تیتوم (گمبیت) و پاسکال.
همچنین چند تن از بازیگران دنیای مردان ایکس نیز به مارول بازمی‌گردند: کلسی گرمر (هنک مک‌کوی / بیست)، پاتریک استوارت (چارلز اگزیویر / پروفسور ایکس)، ایان مک‌کلن (اریک لنشر / مگنیتو)، آلن کامینگ (کرت واگنر / نایت‌کرالر)، ربکا رومین (ریون دارکهولم / میستیک) و جیمز مارسدن (اسکات سامرز / سایکلاپس). از این میان، استوارت و گرمر پیش‌تر در فیلم‌های «دکتر استرنج در چندجهانی دیوانگی» (Doctor Strange in the Multiverse of Madness) (۲۰۲۲) و «مارول‌ها» (The Marvels) (۲۰۲۳) حضور یافته بودند.
پس از این اعلام رسمی، داونی و مارول استودیوز خبر از معرفی بازیگران بیشتری دادند. کوچ و کیت گزارش دادند که مارول تنها نیمی از بازیگران فیلم را معرفی کرده‌اند و از غیبت برخی چهره‌هایی چون هالند و ایوانز سخن گفتند، اما انتظار می‌رود که ایوانز دست‌کم در یکی از دو فیلم ظاهر شود. طبق برخی منابع، اتول برای هر دو فیلم قرارداد امضا کرده است. همچنین گفته شد فیلم «مرد عنکبوتی: روزی کاملاً جدید» (Spider-Man: Brand New Day) (۲۰۲۶) هم‌زمان با رخدادهای «انتقام‌جویان: روز نابودی» روایت می‌شود و این مسئله احتمال غیبت هالند از فیلم دوم را افزایش داده است.
در اواسط آوریل ۲۰۲۵، تصاویر لو رفته از صحنهٔ فیلم‌برداری نشان داد که بندیکت وانگ بار دیگر در نقش وانگ در «روز نابودی» حضور دارد. ماه بعد، انتشار عکس‌هایی از تیم بازیگری «انتقام‌جویان: روز نابودی» در بحرین، نشان داد که میبل کادنا و الکس لیوینالی نیز برای ایفای دوبارهٔ نقش‌های خود در دنیای سینمایی مارول به عنوان نامورا و آتوما، به این فیلم بازمی‌گردند.

### طراحی
گوین بوکه به‌عنوان طراح تولید فیلم روز نابودی انتخاب شد. او پیش‌تر با برادران روسو در فصل دوم مجموعهٔ تلویزیونی سیتادل (Citadel) که از سال ۲۰۲۳ پخش آن آغاز شده، همکاری کرده بود و این پروژه، بار دیگر آن‌ها را در مقام همکار گرد هم می‌آورد.

### برنامه فیلم‌برداری
در اکتبر ۲۰۲۴، برادران روسو اعلام کردند که فیلم‌های روز نابودی و جنگ‌های پنهان به شیوه‌ای مشابه با دوگانهٔ جنگ ابدیت و پایان بازی ساخته می‌شوند، اما برخلاف آن‌ها پشت سر هم فیلم‌برداری نخواهند شد. در گذشته، تنها چهار هفته میان پایان فیلم‌برداری جنگ ابدیت و آغاز تولید پایان بازی فاصله بود، اما آنتونی روسو گفت که این‌بار فاصله‌ای نزدیک به یک سال میان پایان کار روز نابودی و آغاز فیلم‌برداری جنگ‌های پنهان در نظر گرفته شده است. جو روسو نیز این دو پروژه را «تقریباً متوالی» توصیف کرد.
در آغاز سال ۲۰۲۵ گزارش شد که فیلم‌برداری روز نابودی از ماه مارس آغاز می‌شود و تا اوت همان سال ادامه خواهد داشت. آنتونی مکی نیز اعلام کرد که زمان خود را میان صحنه‌های فیلم در لندن و پروژه‌ای تلویزیونی در بوداپست تقسیم خواهد کرد. به گفتهٔ روسوها، بیشتر صحنه‌ها در استودیوها و مکان‌های حفاظت‌شده فیلم‌برداری خواهند شد تا از افشای تصاویر لو رفته جلوگیری شود.

## فیلم‌برداری
تولید اصلی این فیلم‌ها در استودیوهای پاین‌وود واقع در باکینگهام‌شر انگلستان متمرکز شده است. بخشی از فیلم‌برداری اولیه برای روز نابودی در آوریل ۲۰۲۵ انجام شد و شامل سکانسی پس از تیتراژ برای فیلم تاندربولتز* (*Thunderbolts) بود که با حضور بازیگران نسل جدید انتقام‌جویان ثبت شد. این بخش را برادران روسو به همراه جیک شرایر، کارگردان تاندربولتز* کارگردانی کردند.
فیلم‌برداری اصلی روز نابودی در تاریخ ۲۸ آوریل با عنوان کاری «پای سیب ۱» (Apple Pie 1) آغاز شد. آغاز تولید این فیلم در ابتدا برای اوایل ۲۰۲۴ برنامه‌ریزی شده بود، اما به‌دلیل اخراج جاناتان میجرز و تغییرات عمده در ساختار داستانی، با تأخیر روبه‌رو شد. فیلم‌بردار، نیوتن توماس سیگل، پس از همکاری در سیتادل و فیلم چری (۲۰۲۱)، بار دیگر به برادران روسو پیوست. تا پایان ماه مه، فیلم‌برداری در لوکیشن بحرین در حال انجام بود. پارک بزرگ ویندزور در میانه تا اواخر ژوئن، میزبانِ چهار روز فیلم‌برداری خواهد بود، جایی که دکورهای یک سفینهٔ فضایی و یک خانه ییلاقی به سبک دهه ۱۹۶۰ ساخته شده است؛ دکور دوم به عنوان «خانهٔ لوک کیج» شناخته می‌شد. یک روز فیلم‌برداری دیگر نیز برای ماه اوت در پارک بزرگ ویندزور برنامه‌ریزی شده است که برای آن دکوری با نام «خانهٔ انی رینولدز» ساخته می‌شود. انتظار می‌رود فیلم‌برداری «روز نابودی» حدود شش ماه به طول انجامد.
فیلم‌برداری اصلی «جنگ‌های پنهان» برای آغاز در اواسط سال ۲۰۲۶ برنامه‌ریزی شده است، درواقع حدود یک سال پس از تکمیل فیلم‌برداری «روز نابودی»، همچنین انتظار می‌رود فیلم‌برداری این فیلم نیز حدود شش ماه طول انجامد.

## پس‌تولید

### تدوین
جفری فورد که پیش از این در تدوین چندین اثر از دنیای سینمایی مارول مشارکت داشته، وظیفه تدوین هر دو فیلم را بر عهده گرفته است. در مارس ۲۰۲۵، برادران روسو اعلام کردند که مدت زمان فیلم روز نابودی (Doomsday) حدود دو ساعت و نیم و جنگ‌های پنهان (Secret Wars) حدود سه ساعت خواهد بود.

### موسیقی
در آوریل ۲۰۲۴، آلن سیلوستری اعلام کرد که احتمال دارد آهنگسازی یکی از پروژه‌های آیندهٔ مارول را بر عهده بگیرد. چند ماه بعد، در ژوئیه، بازگشت رسمی او به‌عنوان آهنگساز برای هر دو فیلم روز نابودی و جنگ‌های پنهان (Secret Wars) تأیید شد. سیلوستری پیش‌تر موسیقی جنگ ابدیت، پایان بازی و چند اثر دیگر این جهان سینمایی را نیز ساخته بود.